# Unione Sportiva Vibonese Calcio 2011-2012
Questa voce raccoglie le informazioni riguardanti dell'Unione Sportiva Vibonese Calcio nelle competizioni ufficiali della stagione 2011-2012.

## Rosa
| N. |                   | Ruolo | Calciatore           |
| -- | ----------------- | ----- | -------------------- |
|    | Italia (bandiera) | D     | Alessio Aletto       |
|    | Italia (bandiera) | C     | Alessandro Amendola  |
|    | Italia (bandiera) | C     | Giuseppe Benincasa   |
|    | Italia (bandiera) | C     | Natale Borghetto     |
|    | Italia (bandiera) | D     | Alessandro Caridi    |
|    | Italia (bandiera) | A     | Vincenzo Coco        |
|    | Italia (bandiera) | A     | Francesco Corapi     |
|    | Italia (bandiera) | D     | Pasquale Cosentino   |
|    | Italia (bandiera) | C     | Cosimo Cosenza       |
|    | Italia (bandiera) | C     | Giovanni D'Agostino  |
|    | Italia (bandiera) | P     | Luca De Filippis     |
|    | Italia (bandiera) | C     | Mirko De Francesco   |
|    | Italia (bandiera) | D     | Stefano Di Berandino |
|    | Italia (bandiera) | C     | Emiliano Dominici    |

| N. |                      | Ruolo | Calciatore             |
| -- | -------------------- | ----- | ---------------------- |
|    | Argentina (bandiera) | A     | Franco Caraccio        |
|    | Francia (bandiera)   | A     | Souleymane Doukara     |
|    | Italia (bandiera)    | A     | Ferdinando Mastroianni |
|    | Italia (bandiera)    | C     | Matteo Mazzetto        |
|    | Italia (bandiera)    | C     | Fabio Mercuri          |
|    | Italia (bandiera)    | D     | Maicon Alfredo Oliva   |
|    | Italia (bandiera)    | C     | Valerio Petrucci       |
|    | Italia (bandiera)    | A     | Marco Puntoniere       |
|    | Italia (bandiera)    | D     | Davide Salvatori       |
|    | Italia (bandiera)    | C     | Federico Santaguida    |
|    | Italia (bandiera)    | P     | Giuseppe Sarao         |
|    | Italia (bandiera)    | A     | Andrea Saturno         |
|    | Italia (bandiera)    | A     | Armando Visconti       |
|    | Italia (bandiera)    | C     | Michele Vitale         |